# Teluk Rendah Ulu
Teluk Rendah Ulu is een bestuurslaag in het regentschap Tebo van de provincie Jambi, Indonesië. Teluk Rendah Ulu telt 1890 inwoners (volkstelling 2010).